# Louisiana Cajun Music: Underneath the Green Oak Tree
| Recensione | Giudizio |
| ---------- | -------- |
| AllMusic   | [ 1 ]    |

Louisiana Cajun Music: Underneath the Green Oak Tree è un album discografico a nome di Dewey Balfa, Marc Savoy e D.L. Menard, pubblicato dalla casa discografica Arhoolie Records nel 1977.
Nel 1993 sempre la Arhoolie Records (codice 312), ripubblicò su CD l'album con brani aggiunti (della stessa seduta di registrazione rimasti inediti).

## Tracce
Lato A
Tutti i brani sono tradizionali; arrangiamenti di Dewey Balfa, Marc Savoy e D.L. Menard
1. Jolie blonde de bayou – 3:30
2. Petite fille de la Campagne – 2:45
3. En Bas d'un chene vert – 4:15
4. Port Arthur Blues – 2:30
5. J'ai fait un gros erreur – 4:15
6. J'etais au bal – 3:25

Lato B
Tutti i brani sono tradizionali; arrangiamenti di Dewey Balfa, Marc Savoy e D.L. Menard
1. Mardi Gras Jig – 1:55
2. La porte dans arrière – 3:10
3. J'ai passé devant ta porte – 2:55
4. Cajun Reel – 2:00
5. Je peux pas t'oublier – 2:40
6. Mon bon vieux mari – 2:25
7. Lake Arthur Stomp – 4:10

Edizione CD del 1993 (dal titolo: Under a Green Oak Tree), pubblicato dalla Arhoolie Records (CD 312)

Tutti i brani sono tradizionali; arrangiamenti di Dewey Balfa, Marc Savoy e D.L. Menard
1. Chameaux One-Step – 2:54 – Brano inedito
2. J'ai passé devant ta porte (I Passed in Front of Your Door) – 3:02
3. J'ai fait un gros erreur (I Make a Big Mistake) – 4:23
4. Cajun Reel – 2:08
5. Mes petits yeux noirs (My Little Dark Eyes) – 3:05 – Brano inedito
6. Lake Arthur Stomp – 4:15
7. Julie blonde du bayou (Pretty Blonde of the Bayou) – 3:37
8. Petite fille de la Campagne (My Little Country Girl) – 2:52
9. Ma chère maman Créole (My Dear Creole Mama) – 2:53 – Brano inedito
10. Je peux pas t'oublier (I Can't Forget You) – 2:45
11. Liberty – 3:00 – Brano inedito
12. Mon bon vieux mari (My Good Old Man) – 2:31
13. En Bas d'un chene vert (Beneath a Green Oak Tree) – 4:19
14. Mardi Gras Jig – 1:59
15. La valse à Pop – 2:24 – Brano inedito
16. Port Arthur Blues – 2:35
17. Dans le coeur de la Ville (In the Heart of Town) – 3:58 – Brano inedito
18. La porte dans arrière (The Back Door) – 3:15
19. J'ai ete au bal (I Went to the Dance) – 3:28

## Musicisti
- Dewey Balfa - fiddle
- Dewey Balfa - voce ('brani: Chameaux One-Step / Julie blonde du bayou / Petite fille de la Campagne / Ma chère maman Créole / Mon bon vieux mari / Port Arthur Blues / Dans le coeur de la Ville / J'ai ete au bal)
- Marc Savoy - accordion, fiddle
- Marc Savoy - voce (brano: Dans le coeur de la Ville)
- D.L. Menard - chitarra
- D.L. Menard - voce (brani: J'ai passé devant ta porte / J'ai fait un gros erreur / Mes petits yeux noirs / Je peux pas t'oublier / Mon bon vieux mari / En Bas d'un chene vert / Dans le coeur de la Ville / La porte dans arrière)
- Jerry Whitten - contrabbasso

Note aggiuntive
- Chris Strachwitz - produttore
- Registrazioni effettuate il 13 novembre 1976 a Lafayette, Louisiana
- Carol Rachou - ingegnere delle registrazioni
- Dewey Balfa - fotografia copertina album
- Wayne Pope - design copertina
- Will Spires - note di retrocopertina album[2]